# Музей залізниці Вірменії
Музей залізниці Вірменії (вірм. Հայաստանի երկաթուղու թանգարան) — музей, присвячений залізниці Вірменії.
31 липня 2009 року Південно-Кавказька залізниця, російська «дочка» РЖД, у віданні якої знаходиться вірменська залізнична мережа, відкрила Музей залізниці в Єревані в будівлі вокзалу. Відкриття музею було приурочено до Дня залізничника, який відзначався 2 серпня 2009 року.
Історія вірменської залізниці представлена в музеї з 1896 року по теперішній час. В музеї 10 залів, кожен з яких представляє певний період історії залізниці. На виставці представлені копії історичних документів про будівництво залізничних переходів у Вірменії, фотографії старих потягів, моделі старих і сучасних поїздів і залізничне обладнання. Деякі з експонатів — подарунки від РЖД. На прилеглих до музею шляхах стоїть паровоз 1930-х років ЕШ705-46 шведського виробництва і вагон — вони з'явилися там ще у радянський час, і вагон служив в якості імпровізованого музею з невеликою кількістю експонатів.

Музей відкритий для відвідувачів з понеділка по п'ятницю з 10:00 по 17:00). Експонати описані вірменською і російською мовами. З 2015 року музей бере участь у міжнародній акції «Ніч музеїв».

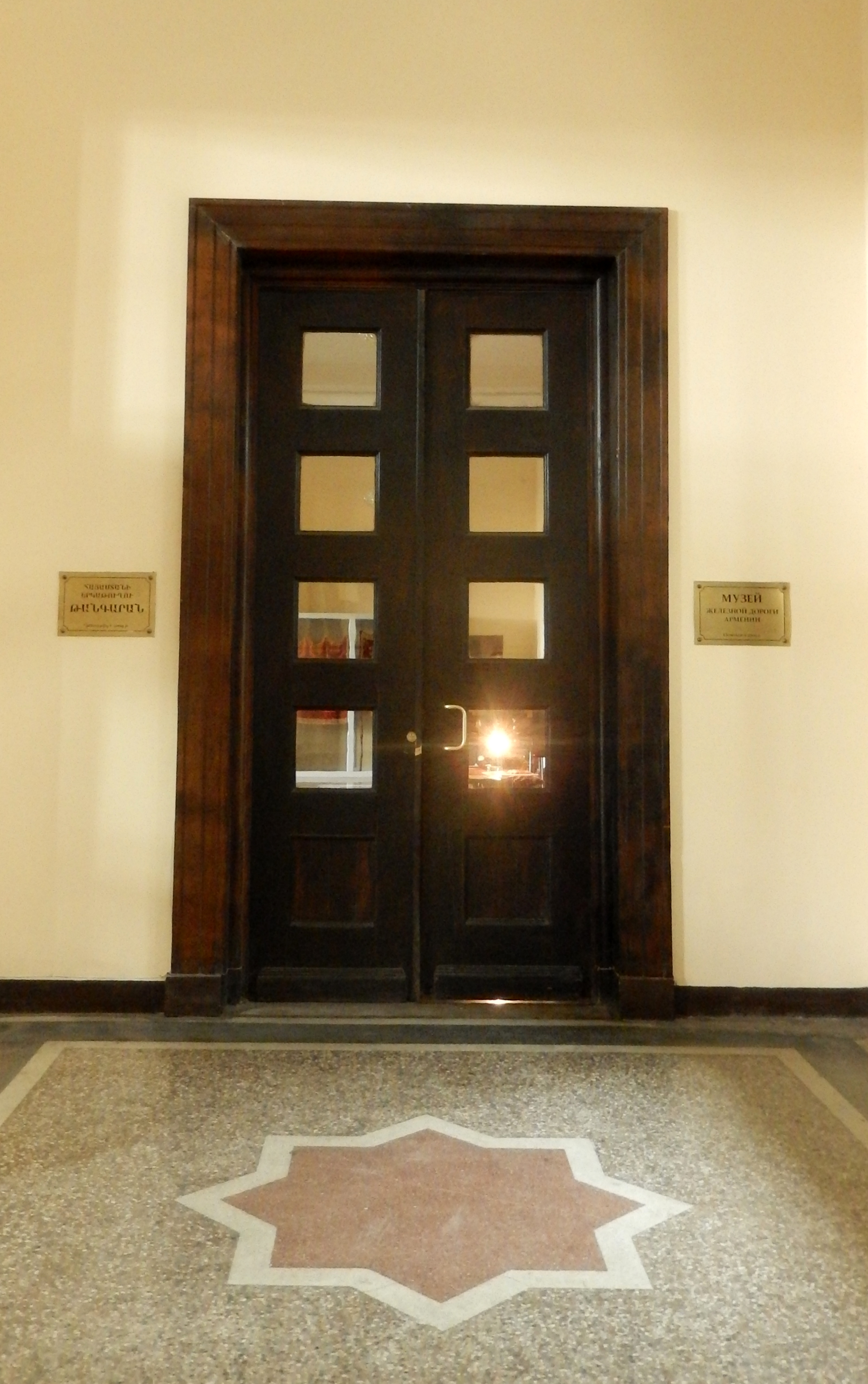
Вхід у музей
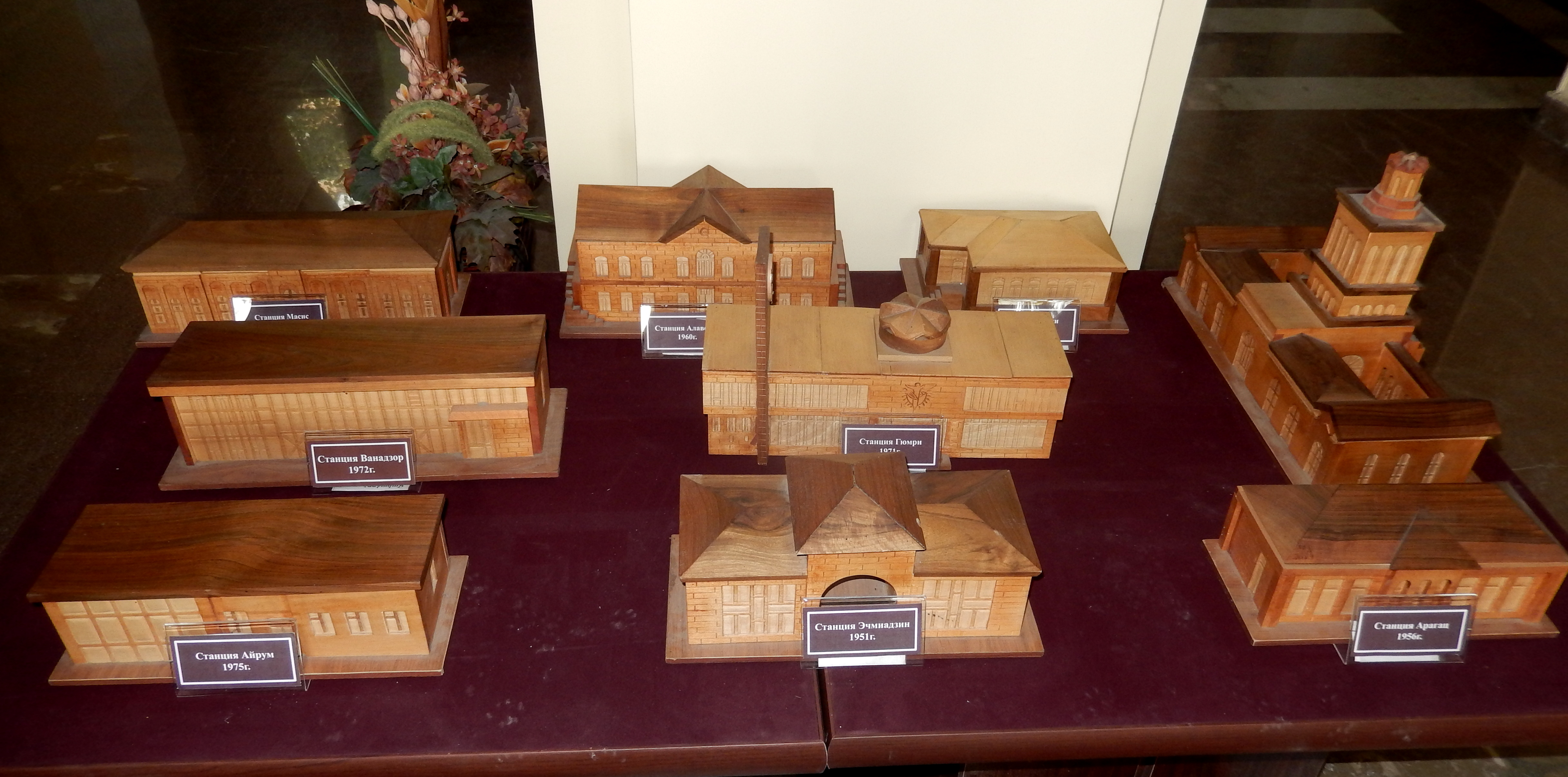
Макети залізничних станцій
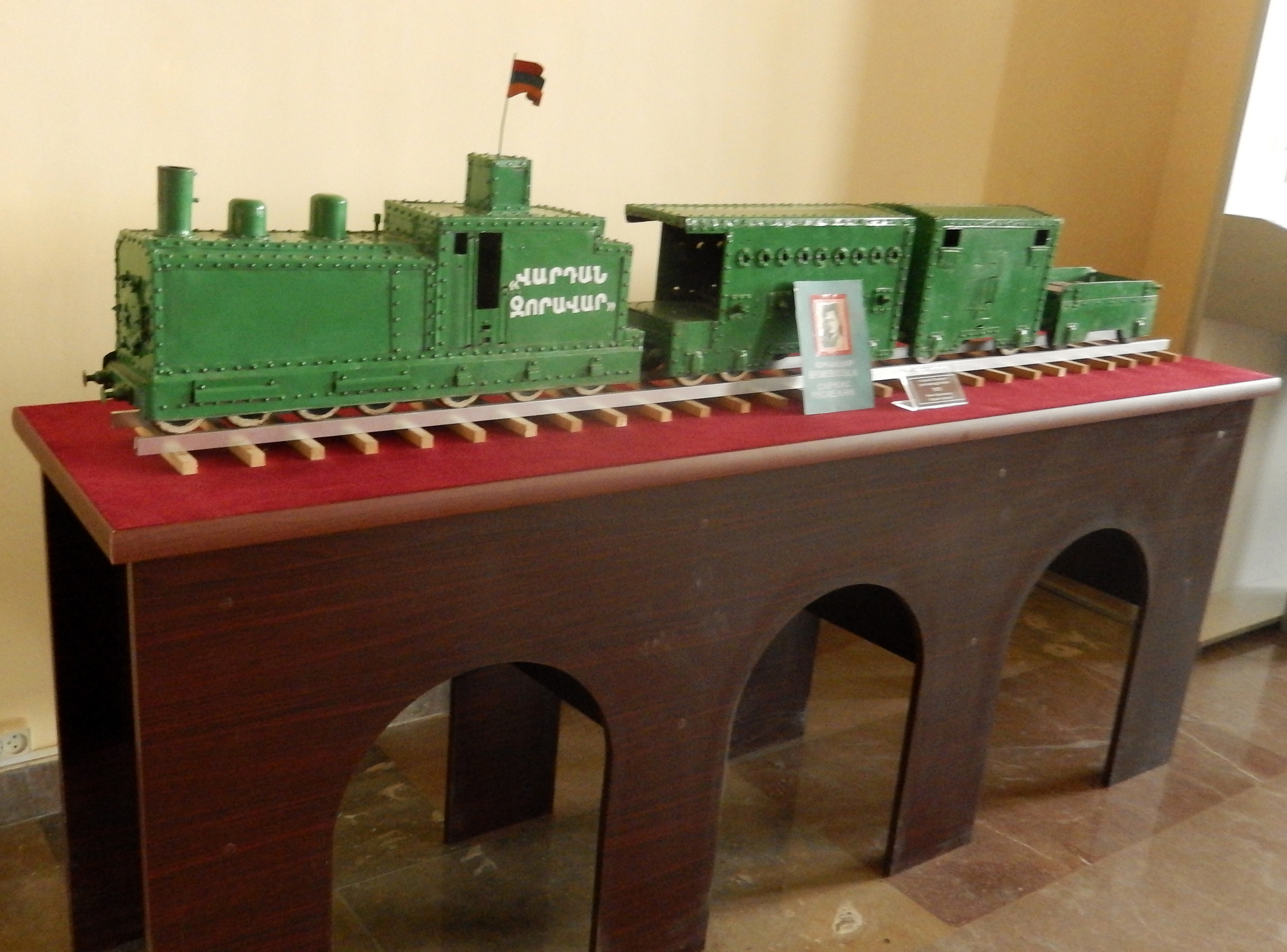
Макет бронепоїзда «Вардан Зоравар»
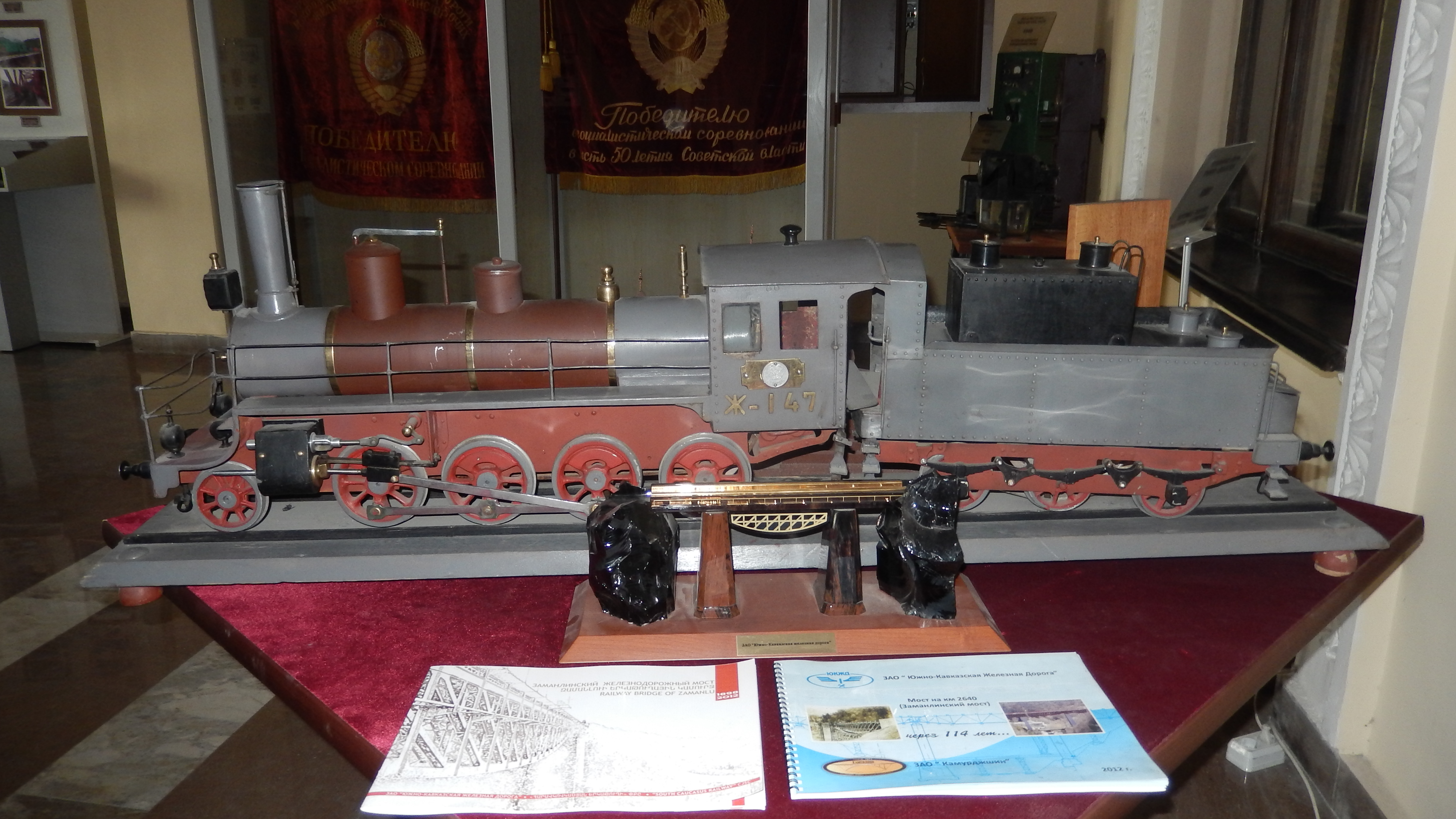
Макет
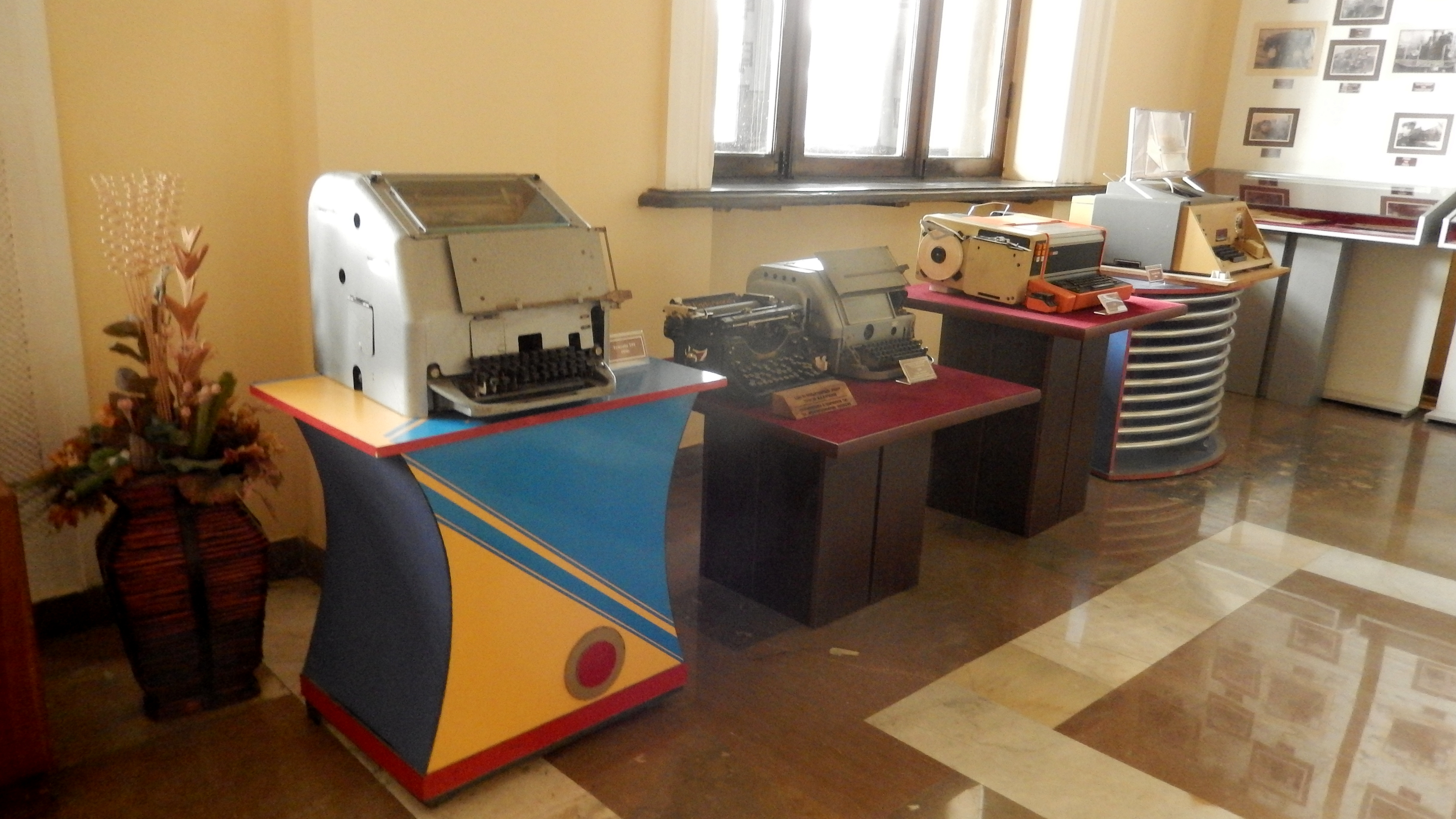
Обладнання, що використовується на станції
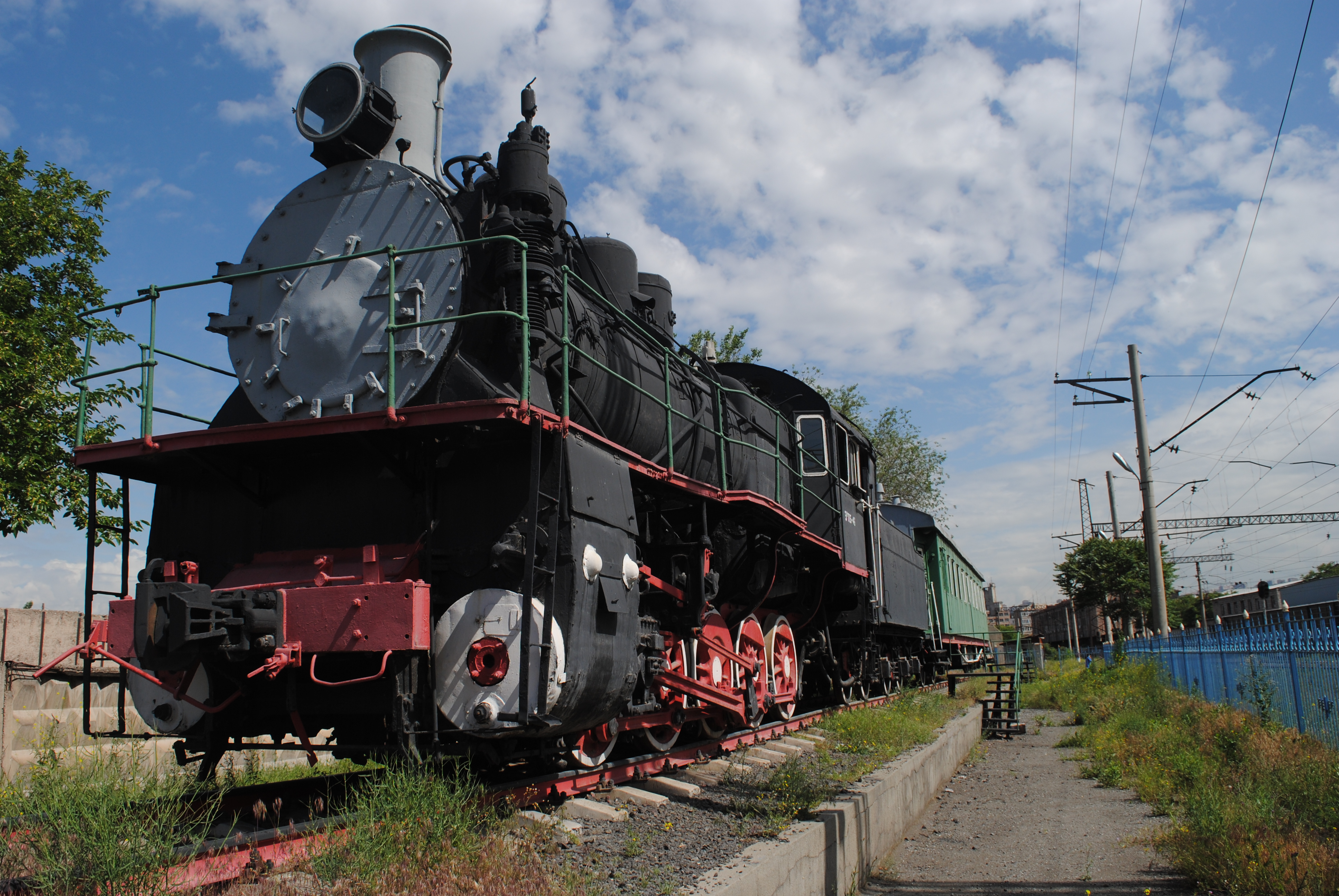
Паровоз ЕШ705-46 з вагоном